# 音系
音系（おとけい）とは、表現手段として音響もしくはそれに隣接する手段を選んだ同人活動、同人作品等の総称である。同人音楽と重なる部分が大きいが、音楽に限らず音で何かを表現しようとするものすべてを対象としており、より広い領域を含む。
元々は、1998年より開催されている音系・メディアミックス同人即売会「M3」の立ち上げの際に、初代代表の寺西慶祐により発案されたものである。寺西によると、当時は「同人音楽」という言葉がまだ独立した表現と言うよりは「同人」と「音楽」組み合わせた表現でしかなく、また、省略した場合に音楽用語としても使われる「同音」となってしまうことから適切ではないと考えられたという。音楽という言葉にとらわれず、例えばMADテープのような音楽以外の幅広い音響同人作品を含むことが出来るようにとの意図もあった。